# Jules Grandclément
Pour les articles homonymes, voir Grandclément.
Jules Grandclément, né le 14 novembre 1868 aux Bouchoux (Jura) et mort le 15 mars 1935, est un médecin populaire français qui fut surnommé le "médecin des pauvres".

## Biographie
En 1905, il adhère à la SFIO puis à la suite du congrès de Tours il adhère au Parti communiste en 1920 il en sera membre jusqu'à sa mort.
Il fut maire de la commune de Villeurbanne en France entre 1908 et 1922, dont il dénonça en 1920 l'aspect désordonné, fruit d'une croissance laissée exclusivement à la dynamique interne des différents villages la composant. Ce constat fut l'origine du projet des Gratte-ciel, entamé par Lazare Goujon à partir de 1927.